# Gilgal (Lubombo)
Gilgal ist ein Inkhundla (Verwaltungseinheit) in der Region Lubombo in Eswatini. Das Inkhundla wurde 2018 neu geschaffen.

## Gliederung
Das Inkhundla gliedert sich in die Imiphakatsi (Häuptlingsbezirke) Bulunga, Hlutse, Mabondvweni, Macetjeni, Sigcaweni, Tjedze und Vikizijula.